# ビッグ・ガン
『ビッグ・ガン』（原題：Tony Arzenta, 米題：Big guns, 米別題：No Way Out）は、1973年製作のアクション映画。イタリアとフランスの共同製作。
メイン・タイトルでは、「tony arzenta」と「big guns」が２行で併記されている。(2'45")

## ストーリー
巨大なマフィア組織に雇われている凄腕の殺し屋トニー・アルゼンタ。彼の同郷人（シチリア出身）でもある組織の二大幹部グストとクチッタはトニーの腕を買っており、組織でのトニーの将来は明るかったが、彼は7回目の誕生日を迎えた一人息子カルロのために、殺し屋稼業から足を洗おうと決意する。トニーは組織からの離脱をグストに申し入れるが、もはや組織の内情を知りすぎているトニーの離脱は幹部たちにとって見過ごせる事態ではなかった。数日後、トニーが見たものは、最愛の妻アンナと息子カルロが乗った車が炎に包まれている光景だった。トニー抹殺の指令を受けたグストの部下がトニーの車に爆弾を仕掛けたところ、誤ってトニーの妻子を殺してしまったのだ。一瞬で愛する者全てを失ったトニーはマフィアの幹部皆殺しを誓う。故郷から駆けつけた神父ドン・マリアノや弟分のドメニコの慰めにも救われることはなかった。復讐の第一の犠牲者はカーレだった。手引きしたのは、以前トニーが助けたことがあるカーレの情婦サンドラ。ミラノに戻ったトニーはドメニコが見つけてくれたアパートに身を隠す。次の標的は組織の大立者グルンワルドだ。サンドラの情報によって、幹部たちがコペンハーゲンのグルンワルドの元に集まる事を知る。グルンワルドはシチリアにいる両親を使ったらと提案するが反対される。そして彼が所有する巨大なビルから迎えのベントレーに乗り込もうとした瞬間、待ち伏せていたトニーの拳銃が火を吹いた。自らも負傷したトニーは同郷のデンニーノの友情に救われた。その頃、ミラノでは、ドメニコがトニーのアパートの場所を白状させられ、惨殺される。クチッタの部下は、アパートの部屋に身を隠していたサンドラを徹底的に痛めつけ、トニーの帰りを待ち伏せる。電話のベルが鳴った。トニーがミラノに戻ってきたのだ。彼女のすすり泣きに全てを察したトニーは先手を打って、クチッタの邸に忍び込み、彼を射殺。殺し合いの毎日に、さすが疲れたトニーは無性に故郷が恋しくなり、サンドラを連れてシチリアへと車を飛ばした。組織の面目にかけてもトニーを消さない訳にはいかないグストは、クチッタの葬式の日、部下イズネロのすすめで、コペンハーゲンでトニーを救ったデンニーノを呼び寄せて取り引きをもちかけた。間もなくして、神父ドン・マリアノがトニーにグストとの和解を提案してきた。グストが娘の結婚式にトニーを招待するという。それは可愛い娘の結婚式を血で汚したくないからだ、とも言った。グストを全面的に信じたのではなかったが、トニーは母とサンドラを連れて、拳銃も持たずに式に臨んだ。荘重な儀式は滞り無く終り、参列の人々が家路につこうとしたとき、一台の車が教会の前に止まる。運転席にはデンニーノ。晴やかな笑みをみせて歩み寄るトニー。だが、デンニーノの手には鈍く光る拳銃が握られていた。沈黙を裂く銃声と共にトニーは崩れ落ちた。

## キャスト
| 役名                 | 俳優                     | 日本語吹替                                               | 日本語吹替                                                                                |
| 役名                 | 俳優                     | NET版                                                    | ニュージャパンフィルム版                                                                  |
| -------------------- | ------------------------ | -------------------------------------------------------- | ----------------------------------------------------------------------------------------- |
| トニー・アルゼンタ   | アラン・ドロン           | 野沢那智                                                 | 山寺宏一                                                                                  |
| ニック・グスト       | リチャード・コンテ       | 森山周一郎                                               | 糸博                                                                                      |
| サンドラ             | カルラ・グラヴィーナ     | 小原乃梨子                                               | 日野由利加                                                                                |
| ドメニコ・マッジオ   | マルク・ポレル           | 納谷六朗                                                 | 小田柿悠太                                                                                |
| カーレ               | ロジェ・アナン           | 細井重之                                                 | 牛山茂                                                                                    |
| アンナ・アルゼンタ   | ニコレッタ・マキャヴェリ | 沢田敏子                                                 | 塩谷綾子                                                                                  |
| ドン・マリアノ       | グイド・アルベルティ     | 宮川洋一                                                 | 西村知道                                                                                  |
| ロッコ・クチッタ     | リノ・トロイージ         | 宮田光                                                   | 廣田行生                                                                                  |
| トニーの父親         | コラード・ガイパ         | 寄山弘                                                   | 藤本譲                                                                                    |
| トニーの母親         | カルラ・カーロ           | 京田尚子                                                 |                                                                                           |
| ルカ・デンニーノ     | ジャンカルロ・スブラジア | 寺島幹夫                                                 |                                                                                           |
| イズネロ             | ウンベルト・オルシーニ   | 羽佐間道夫                                               |                                                                                           |
| 以下はノンクレジット |                          |                                                          |                                                                                           |
| ハンス・グルンワルド | アントン・ディフリング   | 糸博                                                     | 稲葉実                                                                                    |
| その他               |                          | 小谷野美智子 吉田理保子 広瀬正志 緑川稔 若本紀昭 田口昂  | 田原正治 各務立基 宮沢きよこ 小林未沙 藤原貴弘 小柳良寛 桂一雅 櫻井トオル 志田有彩 岡田恵 |
| 日本語版スタッフ     |                          |                                                          |                                                                                           |
| 演出                 |                          | 高桑慎一郎                                               | 宇出喜美                                                                                  |
| 翻訳                 |                          | 鈴木導                                                   | 税田春介                                                                                  |
| 調整                 |                          | 遠矢征男                                                 | 佐藤千明                                                                                  |
| 効果                 |                          | 大野義信                                                 | 桜井俊哉                                                                                  |
| 選曲                 |                          | 東上別符精                                               |                                                                                           |
| 録音                 |                          | シネビーム                                               |                                                                                           |
| 担当                 |                          |                                                          |                                                                                           |
| 配給                 |                          | 東宝東和                                                 |                                                                                           |
| 制作                 |                          | ニュージャパンフィルム                                   | ニュージャパンフィルム                                                                    |
| 初回放送             |                          | 1976年10月24日 『日曜洋画劇場』 21:00-22:56 正味94分53秒 | 2014年3月6日 テレビ大阪 『シネマクラブ』                                                  |

- 紀伊國屋書店、アネックより発売の特別版DVDには、NET版の吹替が収録。
- ニュージャパンフィルム版の吹替は、テレビ流通用に配給会社であるニュージャパンフィルムが制作したもの[1]。ノーカット。

## スタッフ
- 監督：ドゥッチョ・テッサリ
- 原案：フランコ・ヴェルッキ
- 脚本：ウーゴ・リベラトーレ、フランコ・ヴェルッキ、ロベルト・ガンドゥス
- 撮影：シルヴァーノ・イッポリティ
- 音楽：ジャンニ・フェッリオ